# Saint-Gervais (Gard)
Saint-Gervais é uma comuna francesa na região administrativa de Occitânia, no departamento de Gard. Estende-se por uma área de 11,87 km². Em 2010 a comuna tinha 757 habitantes (densidade: 63,8 hab./km²).